# قائمة البرامج التي تبثها ديزني جونيور
هذه هي قائمة من  البرامج التلفزيونية  التي تبث على الكابل و قمر اصطناعي قناة ديزني جونيور في الولايات المتحدة.

## قائمة جميع برامج ديزني جونيور

### البرامج الأصلية
| العنوان               | تاريخ الإصدار                           | المواسم الحالية | المصادر            |
| --------------------- | --------------------------------------- | --------------- | ------------------ |
| دكتورة ماكستافينز     | 23 مارس 2012 (2012-03-23) – حتى الان    | 4               | [ 1 ] [ 2 ]        |
| صوفيا الأولى          | 11 يناير 2013 (2013-01-11) – حتى الآن   | 4               | [ 3 ]              |
| عائلة من أرض المستقبل | 6 فبراير 2015 (2015-02-06) – حتى الآن   | 2               | [ 4 ] [ 5 ]        |
| الشقراء والدب         | 11 نوفمبر 2015 (2015-11-11) – حتى الآن  | 2               | [ 6 ] [ 7 ]        |
| الأسد الحارس          | 15 يناير 2016 (2016-01-15) - حتى الان   |                 |                    |
| ميكي والمتسابقون      | 15 يناير 2017 (2017-01-15) – حتى الان   | 1               | [ 8 ] [ 9 ] [ 10 ] |
| Puppy Dog Pals        | 14 أبريل 2017 (2017-04-14)14 – حتى الان | 1               | [ 11 ] [ 12 ]      |

### البرامج الآخرى
- كيت وميم-ميم (19 ديسمبر 2014 (2014-12-19) – حتى الآن)
- أوكتوناوتس (23  مارس 2012 - حتى الآن)
- بي. كينغ دكلينغ (22 يونيو 2016 - حتى الآن)[13]
- أبطال بلباس النوم (18 سبتمبر 2015 (2015-09-18) – حتى الآن)[14][15]

### منقناة ديزني
- (22 يوليو 2016 (2016-07-22) – الوقت الحاضر)[16][17]

### إعادة بث مسلسلات منتهية
- جايك وقراصنة أرض الأحلام (14 فبراير 2011 (2011-02-14) – الوقت الحاضر)
- صغار أينشتاين (14 فبراير 2011 (2011-02-14) – الوقت الحاضر)
- ميكي ينادي يحيا النادي (14 فبراير 2011 (2011-02-14) – الوقت الحاضر)
- أصدقائي ويني ونمور (12 سبتمبر 2016 (2016-09-12) – الوقت الحاضر)
- مالي في أرض الغرب(20 يناير 2014 (2014-01-20) – الوقت الحاضر)

### الفقرة الأصلية
- ديزني جونيور: الأفلام العائلية (23 مارس 2012 - الوقت الحالي)

### فقرة سابقة
- ديزني جونيور: ضوء الليل (4 سبتمبر 2012 - 23 مارس 2017)

## البرامج المستقبلية

### البرامج الأصلية
- فانسي نانسي  (2017)[18]
- فامبرينيا [19]
- مبتسما بيبيز  (2018)[20]

## البرامج السابقة والقديمة
- مئة مرقش ومرقش (مسلسل كرتوني) (23 مارس 2012 - 3 سبتمبر 2013)
- دبدب في البيت الأزرق الكبير (23 مارس 2012)
- كتاب ويني (مارس 23, 2012)
- وسام ودلال (فبراير 14, 2011 – مايو 16, 2014)
- مدينة القطارات (14 فبراير، 2011 – ديسمبر 2016)
- الفيلة ايلا  (2014 – 2016)[21]
- جاسبارد وليزا (23 مارس، 2012 - May 2014)
- هل تعلم كم أحبك (23 مارس، 2012 - 16 مايو، 2014)
- ماني الحرفاني (14 فبراير، 2011 – أغسطس 2016)
- وحوش هنري (أبريل 2013 – أغسطس 2016)[22]
- أبطال بلدة هيجلي (23 مارس، 2012 – 16 مايو، 2014)
- ذا هايف (ابريل2013 - 16 مايو، 2014)
- محركو الخيال (14 فبراير، 2011 – 16 مايو، 2014)
- جوني والجنيات (23 مارس، 2012 – 2 سبتمبر، 2013)
- سيرك جوجو (23 مارس، 2012 – 16 مايو، 2014)
- أبطال الغابة (23 مارس، 2012 – 3 سبتمبر، 2013)
- حيوانات على عجلات (14 فبراير، 2011 – أغسطس 2016)
- الأخوة كوالا (23 مارس، 2012 – 3 سبتمبر، 2013)
- ليل وستيشن: السلسلة (23 مارس، 2012 – 3 سبتمبر، 2013)
- حورية البحر (23 مارس، 2012 – 16 مايو، 2014)
- فستق وسكر ولوزي (4 سبتمبر، 2012 – 16 مايو، 2014)
- اشكالهم غريبة (كوكب أولي) (23 مارس، 2012 – 28 سبتمبر، 2014)
- العميل السري أوسو (14فبراير، 2011 – 2016)
- داني المهضوم (23 مارس، 2012 – 16 مايو، 2014)
- رابونزل: السلسلة  (3 يونيو، 2017 – 24 يونيو، 2017)
- الحمل الظريف (14 فبراير، 2011 – 16 مايو، 2014)
- تيمون وبومبا (مسلسل كرتوني) (23 مارس، 2012 – 3 سبتمبر، 2013)
- حكايات تينا تينغا (23 مارس، 2012 - 3 سبتمبر، 2013)

## البرامج القصيرة
- بيغ بلوك سينغ سونغ (الفقرة الكبيرة لغناء أغنية)
- ذا بيت سيزد ادفينتشرز اوف سام ساندويش
- كان يو تيتش ماي اليجاتور مانرز
- سيارات تونز: ماطم وحواديت حواديت
- تشو تشو سول
- مدينة القطارات: شارة السعي
- دان زانس هاوس بارتي
- دينس ا لوت روبوت
- ديزني  تسوم  تسوم
- ألحان DJ
- حكايات DJ
- ملفات دوك
- حكايات غامضة
- هيا يا صغير
- ماني الحرفاني مدرسة الأدوات
- فرقة الوحش السعيد
- [23] الأسد الحارس (مسلسل)
- مدرسة جيك لقراصنة ارض الأحلام
- أضواء، كاميرا، ليكسي!
- «لو» و «لو»: دوريات الأمن
- ماما هوك تعرف الأفضل!
- ميكي ماوس كيرسايز
- المغامرات الصغيرة لويني الدبدوب
- كرتون ميني للربطات (ربطات ميني)
- مولانغ وبيو بيو
- حظات المبتس[24]
- نينا تريد ان تذهب!
- هذه الصورة
- اللعب مع سكالي
- قصيدة......
- هادئ......
- إيقاع & القوافي
- البطاطا الصغيرة
- العميل السري أوسو: ثلاث خطوات صحية
- ساني بانيز
- حكايات  الصداقة مع ويني الدبدوب
- لذيذ مرة مع زيفروك
- هذا طازج
- كرتونز حكاية لعبة
- أين هو مستودع الماوس؟  *
- حكايات خيالية في قصر الحيوانات الأليفة